# ميس متعدد التفرع
ميس متعدد التفرع (الاسم العلمي:Celtis polyclada) هو نوع غير مؤكد من النباتات يتبع جنس الميس من الفصيلة القنبية.